# 秩序主人和混亂君主
秩序主人（英語：Master Order）和混亂君主（英語：Lord Chaos）是漫威漫畫的兩個神祇角色，由吉姆·史達林所創作，首次登場於1977年的《Marvel Two-In-One》年刊第2期。
秩序主人和混亂君主都是抽象實體，分別體現了秩序和混沌的形而上學概念，互相對立平衡。兩者形影不離，不會見到其中一方獨自行動。

## 角色經歷
秩序主人和混亂君主起源不明，居於魔法領域（Magick Realm）。
在一次與薩諾斯的戰爭中，秩序主人和混亂君主在背後操縱大局。他們促使蜘蛛俠找上石頭人並解放了困於靈魂寶石的亞當術士，一眾英雄最後擊敗了薩諾斯。
他們創造了中間者，以維持宇宙內秩序和混沌的平衡。但中間者做事過了火，於是銀魔召喚秩序主人和混亂君主，他們重新控制中間者並決定囚禁他。
薩諾斯擁有無限手套時，他們參與了抽象實體的會議，以判定薩諾斯是否適合擁有無限手套，最後他們選擇與亞當術士和其他宇宙神明一同對抗薩諾斯。當獵布拉從薩諾斯獲得無限手套時，他們改為對抗獵布拉。他們隨後連同其他抽象實體見證亞當術士進行宇宙審判的過程，以確定他是否配得上擁有無限手套。
在《Time Runs Out》事件中，超越者族將多元宇宙所有現實中的抽象實體都殺掉，包括秩序主人和混亂君主。
2015年的《秘密戰爭》後，宇宙復原，秩序主人和混亂君主亦復活。受首個宇宙的化身「第一蒼穹」（First Firmament）影響，他們對行星吞噬者轉化成生命使者一事感到不滿，要求生命法庭對行星吞噬者進行審判。生命法庭裁定行星吞噬者勝訴，並可維持他的新形態，因在剛復原的宇宙中，階級制度並未完全建立。秩序主人和混亂君主聞訊後就聯手殺害生命法庭。
他們試圖讓行星吞噬者恢復回吞噬世界的形態。但由於宇宙階級制度未成熟，他們無法強加意志於行星吞噬者。秩序主人和混亂君主找上其僕人中間者，以他作為合併之力，融合一體成為邏各斯（Logos）以試圖建立自己的宇宙階級制度。
因不欲天神族重新成為世界的判官，邏各斯屠殺了所有天神族，只剩下天神領導者（One Above All）。之後成功將行星吞噬者由生命使者恢復回吞噬世界的形態。
當邏各斯與第一蒼穹的渴望者（Aspirants）在集結時，被再次變回生命使者的行星吞噬者及其同伴襲擊。邏各斯最終被黑豹擊敗，分裂回秩序主人、混亂君主和中間者。之後，重生的生命法庭就他們的不當行為進行責問。
另外，他們不時會連同其他抽象實體出席或旁觀一些宇宙級的大事，例如他們曾旁觀奧丁和多瑪暮的棋局、共謀對抗超越者、參加永世的葬禮、質問超越者。

## 能力
秩序主人和混亂君主的能力的性質和程度未被揭示，但其能力是巨大的，他們能以微妙的方式操縱事件發生，又能一同創造出新的抽象實體中間者。
秩序主人和混亂君主分別代表宇宙的秩序和混亂，當秩序主人強大的時候，混亂君主的大小和能力就會縮少，反之亦然。
秩序主人和混亂君主沒有實質形態，但秩序主人會以一個無身體的禿頭男性頭部顯現，混亂君主會以一個扭曲、無身體的禿頭男性頭部顯現。而其融合體邏各斯有三張臉，分別代表秩序主人、混亂君主和中間者。
擁有無限手套的薩諾斯將秩序主人和混亂君主的能力等級排在行星吞噬者之上，永恆之下。在宇宙階級制度尚未成熟之時，秩序主人和混亂君主能夠輕易用能量擊敗生命法庭，融合成邏各斯之後也擊敗當時身為生命使者的行星吞噬者。

## 其他版本
在4321號宇宙中，秩序主人和混亂君主曾與擁有宇宙之心的薩諾斯交戰。

## 外部連結
- Master Order （页面存档备份，存于） 在 Marvel.com
- Lord Chaos （页面存档备份，存于） 在 Marvel.com